# Fukomys vandewoestijneae
{{#ifeq:0|0|{{#if:|{{#if:Fukomysvandewoestijneae|[[]}}|}}}}
Fukomys vandewoestijneae — вид гризунів з родини землекопових (Bathyergidae). Цей новий вид, що вирізняється характерною формою черепа, нещодавно був описаний Полом Ван Дейлом та його командою в Zootaxa, тоді як аналізи ДНК і хромосом підтвердили його новизну. Новий вид був названий на честь покійної дружини Ван Дейла, Керолайн Ван Де Вестійн, яка була членом дослідницької групи і померла від малярії під час перебування в Африці. Вид був знайдений у стеблах Ікеленге між річками Сакеджі та Замбезі, регіоном, який поділяють Замбія, Демократична Республіка Конго (ДРК) і Ангола. Хоча ця територія не була добре досліджена, вважається, що тут мешкає велика кількість ендемічних видів. Наразі виявлено 28 ендемічних видів: одна амфібія, п'ять ссавців, три метелики і 19 бабок. Регіон складається з галерейних лісів, що прилягають до річок і водно-болотних угідь, а також лісів, де домінують дерева міомбо, які є місцем проживання нового слеписа. Ці ліси, як і інші в усьому світі, перебувають під загрозою.